# Hemorràgia parenquimàtica
L'hemorràgia parenquimàtica (HP) és una forma d'hemorràgia cerebral en què hi ha sagnat dins del parènquima cerebral. L'altra forma és l'hemorràgia intraventricular (HIV).
L'hemorràgia parenquimàtica suposa aprox. un 8-13% de tots els ictus i resulta d'un ampli espectre de trastorns. És més probable que produeixi la mort o una gran discapacitat que l'ictus isquèmic o l'hemorràgia subaracnoidal i, per tant, constitueix una emergència mèdica immediata. Les hemorràgies intracerebrals i l'edema que l'acompanya poden alterar o comprimir el teixit cerebral adjacent, provocant una disfunció neurològica. Un desplaçament substancial del parènquima cerebral pot causar elevació de la pressió intracranial (PIC) i síndromes d'herniació potencialment mortals.